# Luis Sillero
Luis Hernán Sillero (Rosario de la Frontera, Salta, 17 de abril de 1978) es un futbolista argentino. Juega de delantero y su actual equipo es el Club Atlético Normal Rosarino de la Liga de Fútbol de Rosario de la Frontera.

## Clubes
| Club                                             | País      | Año         |
| ------------------------------------------------ | --------- | ----------- |
| San Martín de Tucumán                            | Argentina | 1995 - 1996 |
| Racing de Córdoba                                | Argentina | 1996-1997   |
| Centro Social Cultural y Atlético Vialidad       | Argentina | 1997 - 2000 |
| Gimnasia y Tiro de Salta                         | Argentina | 2001        |
| Centro Social Cultural y Atlético Vialidad       | Argentina | 2002        |
| Atlético Tucumán                                 | Argentina | 2002 - 2003 |
| Talleres de Perico                               | Argentina | 2003        |
| Unión Central                                    | Bolivia   | 2004        |
| Wilstermann                                      | Bolivia   | 2005 - 2006 |
| Real Cartagena                                   | Colombia  | 2006        |
| Bolívar                                          | Bolivia   | 2007        |
| Real Cartagena                                   | Colombia  | 2007        |
| Real Potosí                                      | Bolivia   | 2008        |
| Universitario                                    | Bolivia   | 2009        |
| Blooming                                         | Bolivia   | 2010        |
| Ciclón                                           | Bolivia   | 2011 - 2012 |
| Atlético Progreso                                | Argentina | 2013        |
| Club Social y Atlético Villa Beba                | Argentina | 2015        |
| Club Atlético Progreso de Rosario de la Frontera | Argentina | 2016        |
| Club Atlético Normal Rosarino                    | Argentina | 2017        |